# Bert-Jan Lindeman
Bert-Jan Lindeman (ur. 16 czerwca 1989 w Emmen) – holenderski kolarz szosowy.

## Najważniejsze osiągnięcia
2008
- 1. miejsce w Ronde van Groningen
- 1. miejsce w Prix des Flandres Françaises
- 2. miejsce w PWZ Zuidenveld Tour
- 8. miejsce w Scandinavian Open Road Race

2009
- 2. miejsce w Ronde van Midden-Brabant
- 2. miejsce w Ronde van Limburg
- 4. miejsce w Dorpenomloop door Drenthe
- 6. miejsce w Tour de Seoul

2010
- 1. miejsce w Ster van Zwolle
- 1. miejsce na 3. etapie Tour de Gironde
- 2. miejsce w Festningsrittet
- 3. miejsce w Ronde van Haarlemmerliede en Spaarnwoude
- 4. miejsce w Eschborn-Frankfurt City Loop U-23
- 10. miejsce w Ronde van Noord-Holland

2011
- 1. miejsce w Hel van Voerendaal
- 4. miejsce w Ster van Zwolle
- 4. miejsce w Liège–Bastogne–Liège U-23
- 10. miejsce w Tour de Gironde

2012
- 1. miejsce w Ronde van Drenthe
- 3. miejsce w Mistrzostwach Holandii (start wspólny)

2014
- 1. miejsce w Tour de Bretagne
  -  Zwycięzca klasyfikacji sprinterskiej
- 1. miejsce w Tour de l’Ain
  - 1. miejsce na 3. etapie
- 1. miejsce w Ster van Zwolle
- 2. miejsce w Dwars door Drenthe
- 3. miejsce w Ronde van Drenthe
- 6. miejsce w Tro Bro Leon

2015
- 1. miejsce na 7. etapie Vuelta a España
- 2. miejsce w Dwars door Drenthe

2022
- 2. miejsce w Olympia’s Tour

## Rankingi
| Rok             | 2008  | 2009 | 2010 | 2011 | 2012 | 2013 | 2014 | 2015 | 2016  | 2017 | 2018  | 2019 | 2020 | 2021 | 2022  | 2023  | 2024  |
| --------------- | ----- | ---- | ---- | ---- | ---- | ---- | ---- | ---- | ----- | ---- | ----- | ---- | ---- | ---- | ----- | ----- | ----- |
| UCI World Tour  |       |      |      |      | -    | -    |      | 125. | -     | -    | 359.  |      |      |      |       |       |       |
| World Ranking   |       |      |      |      |      |      |      |      | 2199. | 796. | 2108. | -    | 556. | -    | 1253. | 1762. | 1577. |
| UCI Europe Tour | 1217. | -    | 259. | 435. |      |      | 10.  |      | -     | 494. | -     | -    | 453. | -    | 873.  | -     | -     |
| UCI Asia Tour   | -     | -    | 201. | -    |      |      | -    |      | -     | -    | -     |      |      |      |       |       |       |
|                 |       |      |      |      |      |      |      |      |       |      |       |      |      |      |       |       |       |
| Źródło: UCI     |       |      |      |      |      |      |      |      |       |      |       |      |      |      |       |       |       |